# Cornelis Anthonisz
Cornelis Anthonisz, né vers 1505 et mort en 1553 à Amsterdam, est un cartographe, peintre et graveur néerlandais.

## Biographie
Cornelis est le petit-fils du peintre et graveur Jacob Cornelisz van Oostsanen qui, probablement, le forma aux arts. Il travaille également avec Meester Herman en faisant des miniatures, des portraits de personnages et des portraits de groupes de confrérie. Il est également le cousin de Dirck Jacobsz.
Marié en 1527, il peint, en 1533, des soldats de la garde civique autour d'une table, toile aujourd'hui dans la mairie d'Amsterdam. Ce travail est signé du monogramme « CxT » autour d'une petite cloche de saint Antoine, les initiales C et T sont probablement inspirées par le prénom de son père (Theunissen).
En 1538, il exécute son travail le plus connu, la première carte d'Amsterdam en 12 feuilles et devient le cartographe officiel de l'empereur Charles Quint.
Cornelis Anthonisz participe aux affaires publiques : en 1547, il est élu conseiller municipal.

## Quelques œuvres
Cornelis Anthonisz est essentiellement connu pour son utilisation des procédés xylographiques.
Son œuvre la plus célèbre est une autre carte de la ville médiévale d'Amsterdam, datée de 1544 et qui fit l'objet de nombreuses reproductions jusqu'au XVIIe siècle, tant et si bien qu'il en existe de nombreuses versions.
- Portrait de Sybrand Pompejusz, huile, 1536[5] ;
- Portrait de Nicolaus Cannius, huile sur panneau, 1534[6] ;
- Rot A van de kloveniers, huile sur panneau, 1531[7] ;
- Amsterdam vue d'oiseau (nl), huile sur panneau, monogrammé CAT 1530[8] ;
- L'Homme debout à l'épée, dessin à la craie noire, plume encre brune et lavis attribué à Cornelis Anthonisz[9] ;
- Repas des archers de la confrérie St Joris Doelen d'Amsterdam, huile, datée 1533 et monogramme CxT, musée d'Amsterdam[10] ;
- Série gravée (Le fils prodige) reprises à la gouache[11] ;
- La Tour de Babel, gravure de 1547[12].

Choix d'œuvres de Cornelis Anthonisz
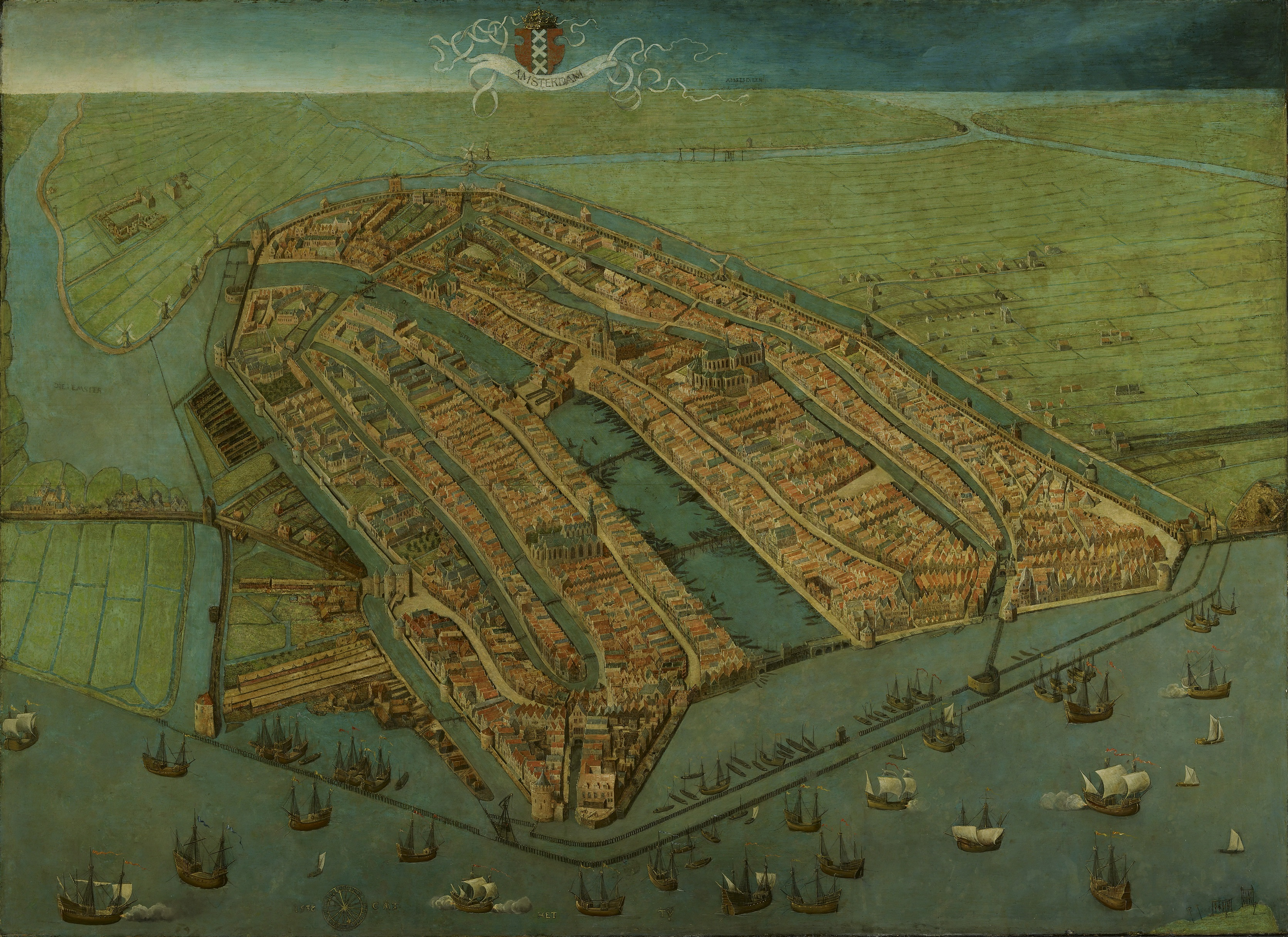
Amsterdam vue d'oiseau (1538)
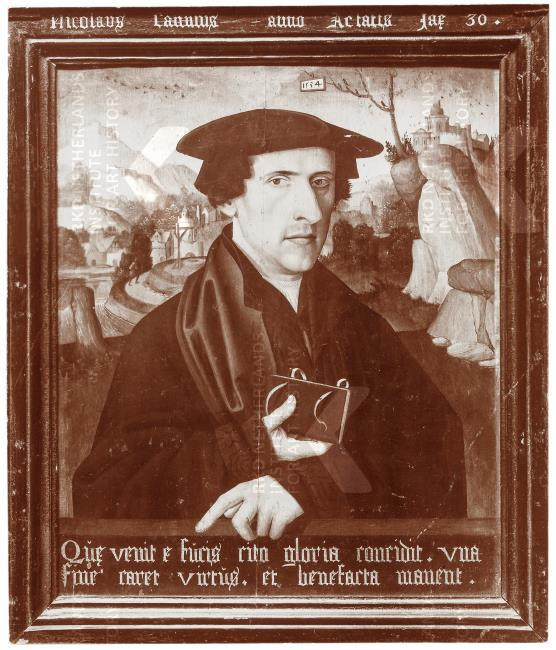
Nicolas Cannius (1534)
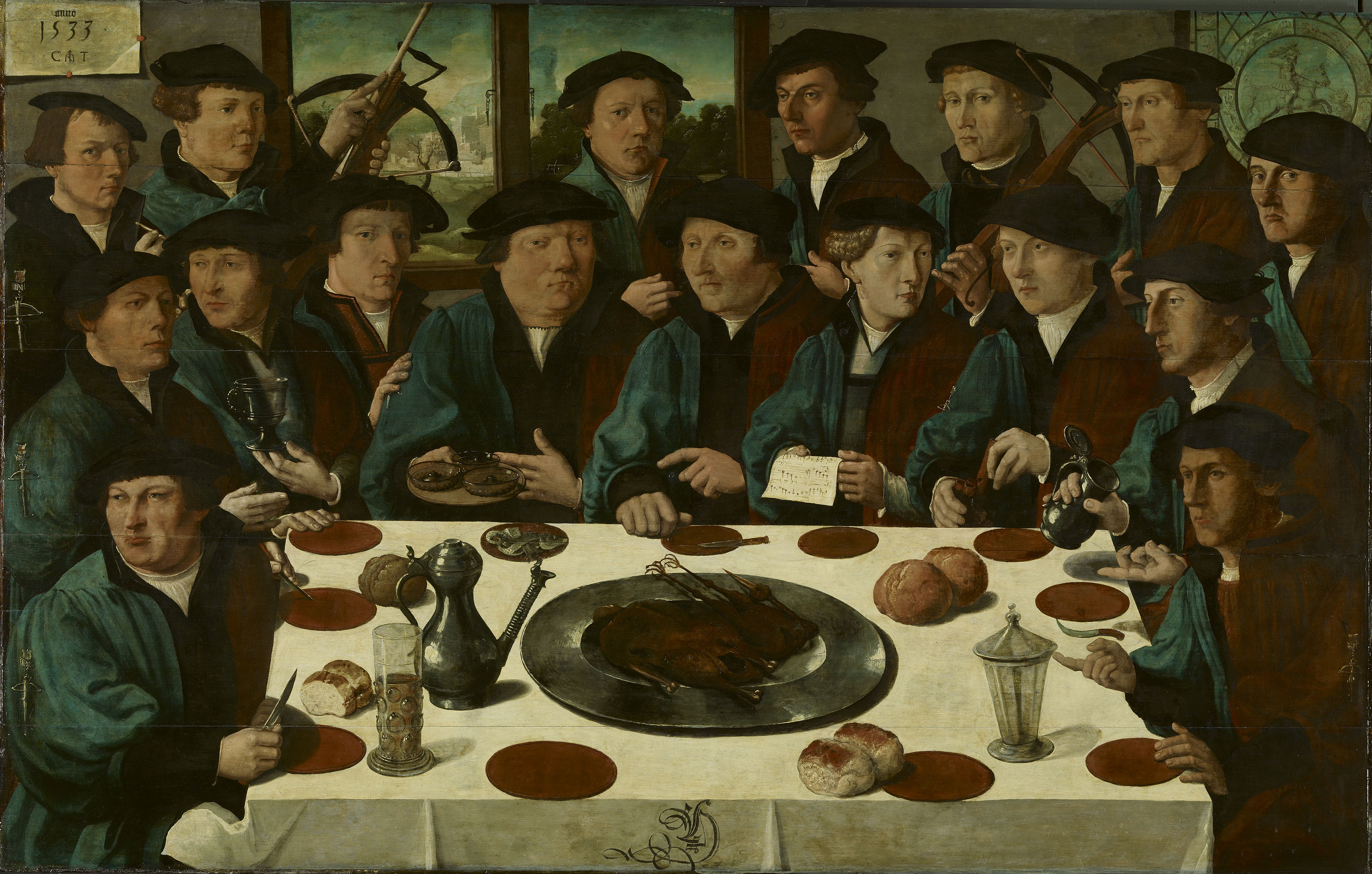
Repas des archers (1533)
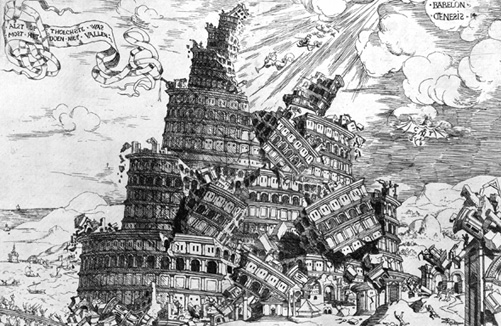
La Tour de Babel (1547)